# Collina glabicira
Collina glabicira là một loài nhện trong họ Araneidae.
Loài này thuộc chi Collina. Collina glabicira được Arthur T. Urquhart. miêu tả năm 1891.